# Felimida purpurea
Doris rose
Espèce
Synonymes
- Chromodoris purpurea

Felimida purpurea, le doris rose, est une espèce de nudibranche de la famille des chromodorididés.

## Description
Ce nudibranche d'une taille maximum de 35 millimètres, possède un manteau rose translucide bordé d'une ligne jaune ou orange. Les rhinophores, annelés, et le panache branchial sont rose violet et terminés par une pointe blanche.

## Biotope
Il vit en mer Méditerranée ou dans l'Atlantique Est, de 5 à 15 mètres de profondeur. Son alimentation est composée d’éponges, Phorbas tenacior, Ircinia et Spongionella pulchella.

## Étymologie
Son épithète spécifique purpurea vient du latin purpureus qui signifie « pourpre ».

## Espèces similaires
L'absence de dessin sur le manteau distingue F. purpurea des deux espèces suivantes :
- Felimida britoi (Ortea & Pérez, 1983)
- Felimida krohni (Vérany, 1846)